# Bunodactis spetsbergensis
Bunodactis spetsbergensis is een zeeanemonensoort uit de familie Actiniidae. De anemoon komt uit het geslacht Bunodactis. Bunodactis spetsbergensis werd in 1902 voor het eerst wetenschappelijk beschreven door Carlgren. 